# Coupelle-Neuve
Coupelle-Neuve är en kommun i departementet Pas-de-Calais i regionen Hauts-de-France i norra Frankrike. Kommunen ligger i kantonen Fruges som tillhör arrondissementet Montreuil. År 2022 hade Coupelle-Neuve 146 invånare.

## Befolkningsutveckling
Antalet invånare i kommunen Coupelle-Neuve
| Referens: INSEE |